# Gymnopilus sapineus
Gymnopilus sapineus es una especie de hongos basidomisetos del género Gymnopilus de la familia Strophariaceae.

## Sinónimos
- Agaricus sapineus Fr. 1821
- Flammula sapinae (Fr.) P. Kumm. 1871
- Flammula sapinea (Fr.) Pat. 1889
- Fulvidula sapinea (Fr.) Romagn. 1937

## Características
El  píleo es convexo y alcanza los 6 centímetros de diámetro, es de color amarillo naranja, con una superficie seca y escamosa. El estipe puede medir hasta 7 centímetros de largo y alcanzar 0,5 centímetros de grosor, es de color beige, tiene anillo.
La superficie de este hongo contiene psilocibina. Se los encuentra en los lugares húmedos y sombríos de los bosques de coníferas.

## Comestibilidad
Es un hongo no comestible. 